# Caspar Netscher
Gaspar Netscher o Gaspar (Heidelberg, Alemanya, 1639 - 15 de gener de 1684, La Haia, Països Baixos) fou un pintor alemany del barroc.
De molt infant passà als Països Baixos, on començà els estudis per ser metge el seu pare adoptiu "Tullekens"; però ben aviat renuncià a aquests per a dedicar-se a la pintura, i fou el seu primer mestre Koster, a la vila d'Arnheim, i després Gerard ter Borch, a Deventer. Després d'una breu estada a França (Bordeus) s'establí a la Haia.
Entre les seves nombroses obres, mereixen destacar principalment les que representen escenes aristocràtiques, interiors de cuina, escenes de pastors i mitològiques, d'una execució tan minuciosa que a vegades degenera en amanerada, i manca de vida i animació a les seves figures, d'un acolorit més brillant que verdader.
Amb ell, s'inicià la decadència de l'escola holandesa; però, això no obstant, produí obres de gran vàlua, en què la riquesa de l'accessori acompleix un paper important. Els seus retrats són en gran nombre, entre aquests diversos de Guillem III i dos de Madame de Montespan, que es troben en el Museu de Dresden. Dels seus quadres, s'han de citar: Cant amb acompanyament de piano, La senyora malalta i el seu metge, Escrivint una carta, Tocant l'arpa, etc. Les seves millors obres es conserven en les galeries d'Amsterdam, Darmstadt, Dresden, Glasgow, Múnic, "Nacional" i "Bridgewater" de Londres i Rotterdam, i en els Museus de Berlín, Cassel i La Haia. En la col·lecció de Welbeck Abbey també hi ha diverses miniatures seves, i d'altres són propietat de la casa reial d'Holanda.
Va tindre dos fills que també foren pintors, encara que de menys categoria que el seu pare, Theodorus Netscher (1661-1732) i Constantyn Netscher (1668-1722).

## Galeria

Dona amb ocell a la finestra
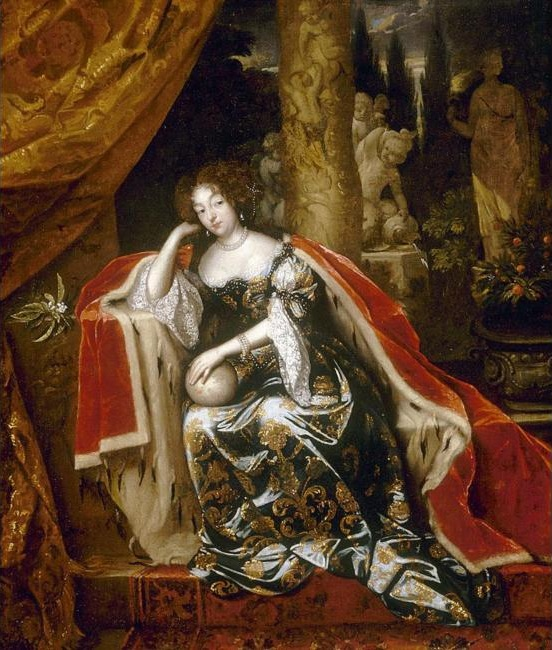
Reina Maria Estuarda II, reina d'Anglaterra i Escòcia
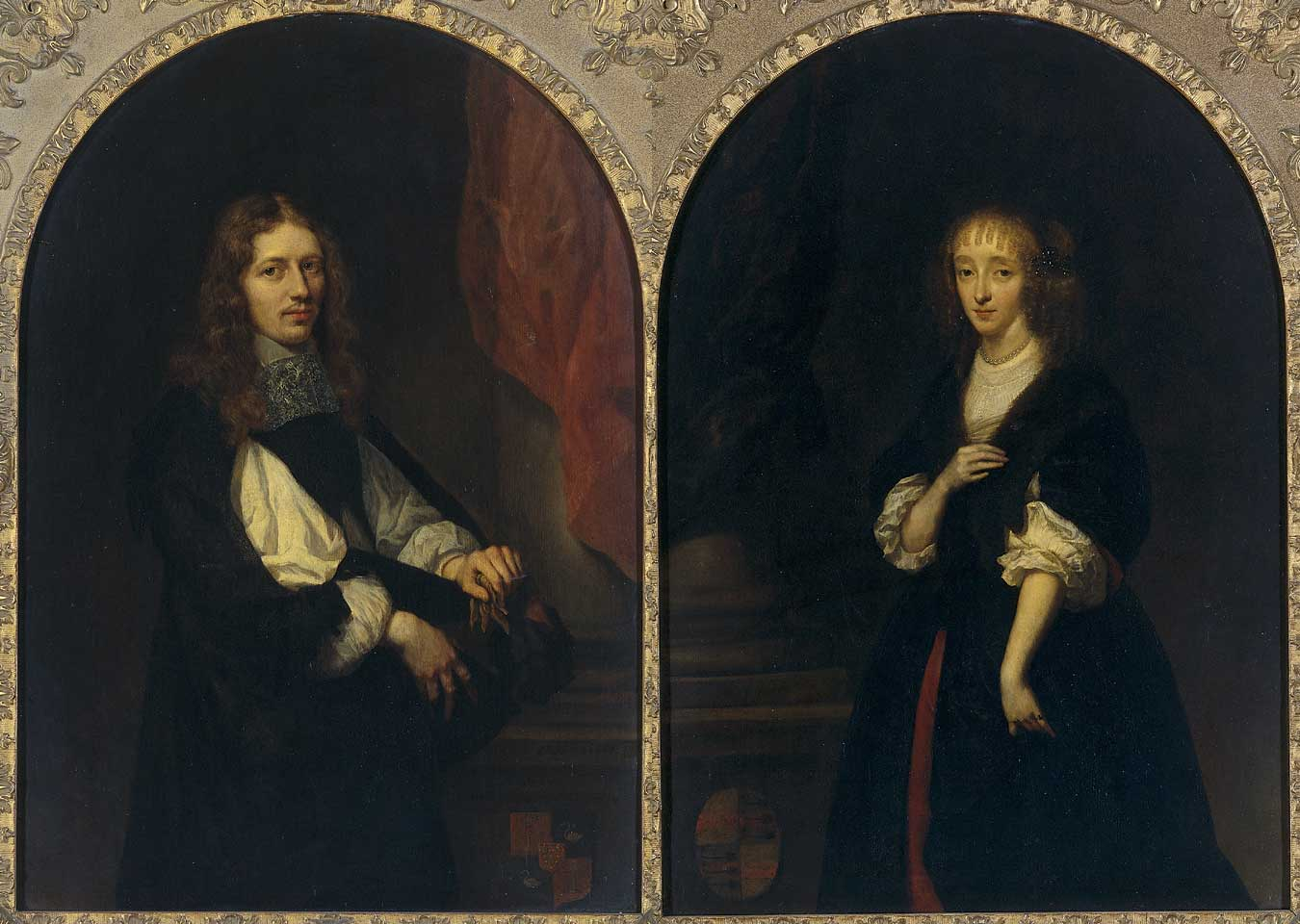
Retrat del matrimoni De Graeff
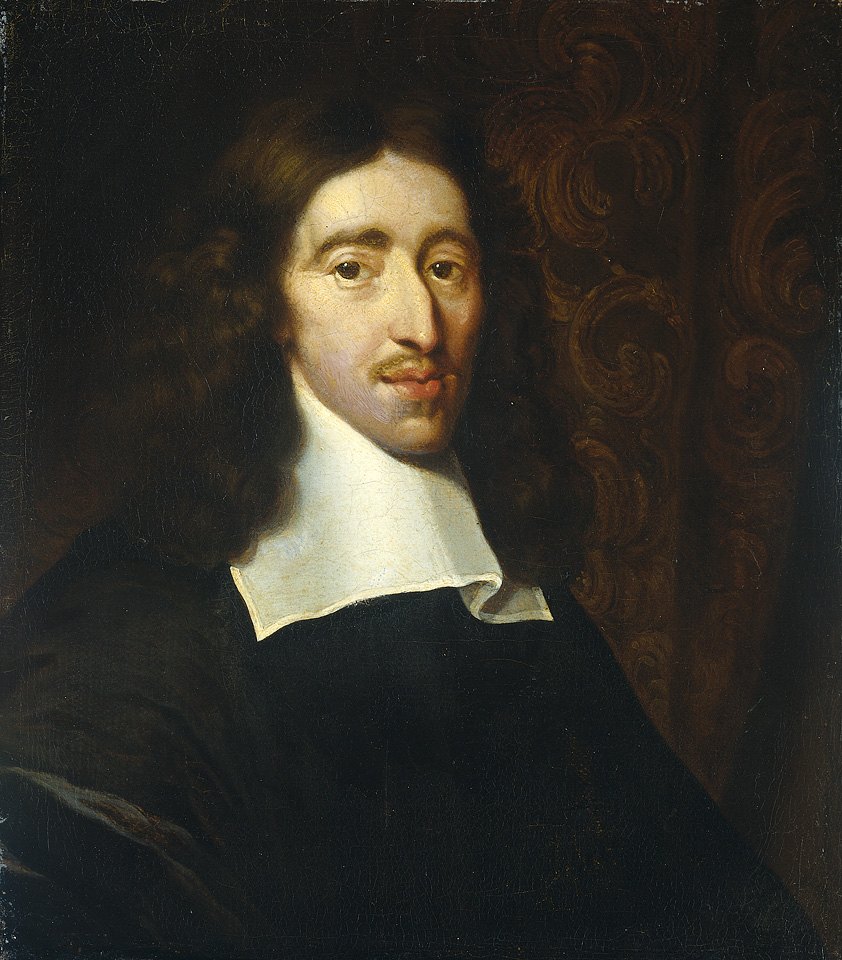
Retrat de John de Witt